# Ruby Island
Ruby Island ist eine Insel im Lake Wānaka, in der Region Otago auf der Südinsel von Neuseeland.

## Geographie
Ruby Island befindet sich direkt vor der Roys Bay im Süden des Lake Wānaka. Die Bucht selbst wird von der Stadt Wanaka umschlossen. Die 301 m hohe kleine Insel, die sich rund 620 m vom westlichen und rund 1,15 km vom östlichen Ufer entfernt befindet, erstreckt sich über rund 420 m in Nordwest-Südost-Richtung und misst an der breitesten Stelle rund 185 m in Ost-West-Richtung. Sie umfasst dabei eine Fläche von rund 3 Hektar.

## Nutzung
Ruby Island wird vom Queenstown Lakes District Council verwaltet und stellt für die Bewohner von Wanaka ein Erholungsgebiet dar. Die Insel ist häufig Ziel von Kayakausflügen und wird gerne zum Picknick angefahren. Hunde, Feuer und Rauchen ist auf der Insel verboten.